# Osiedle Oracze (Toszek)
Oracze – osiedle miasta Toszek